# Kathedrale von Lisieux

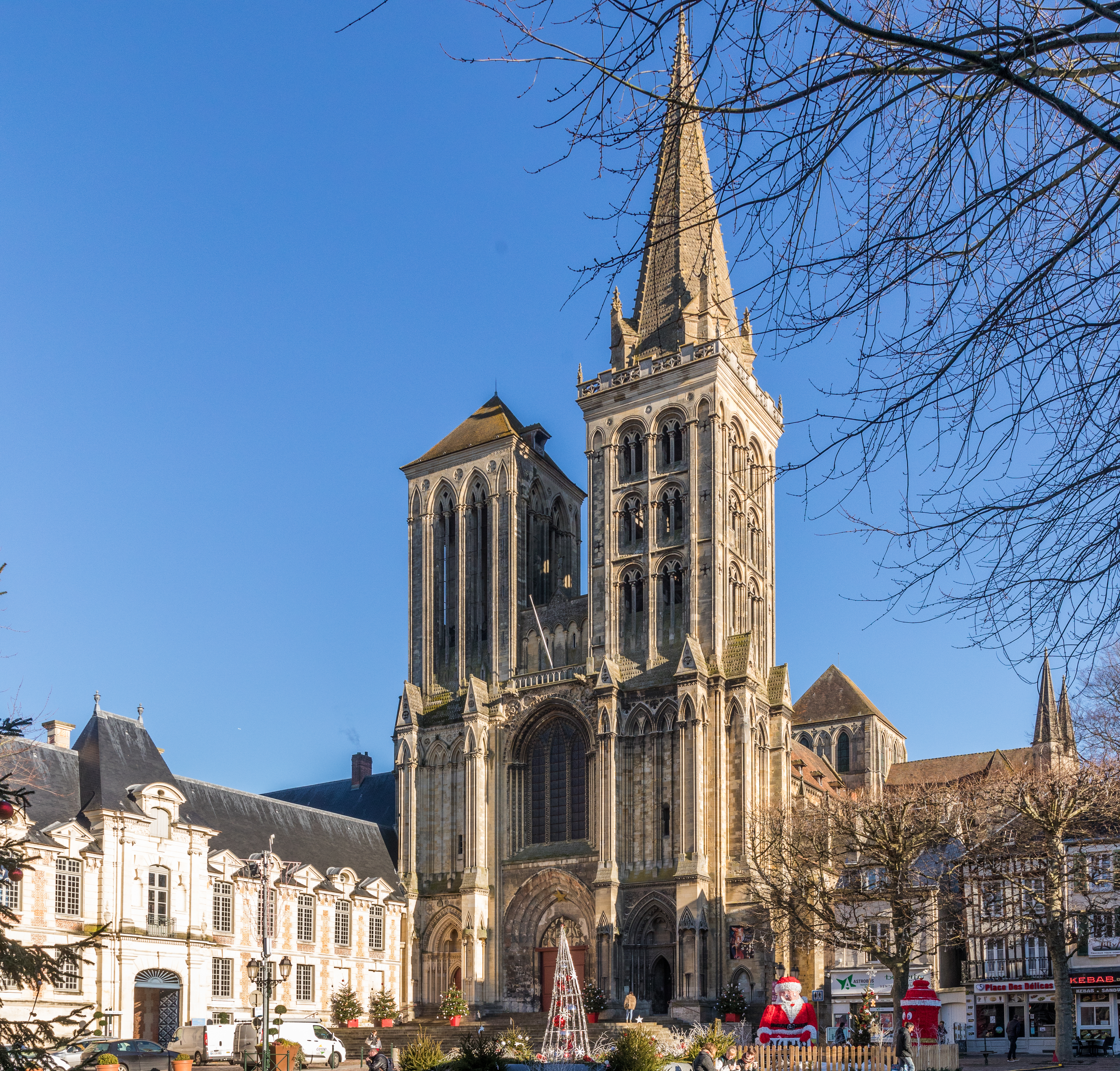
Westfassade in normannischer und Pariser Frühgotik

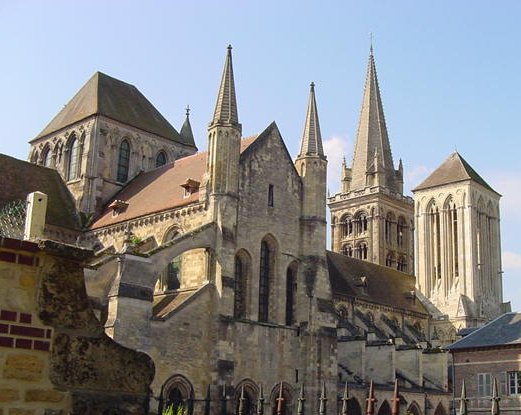
Türme und Nordfassade

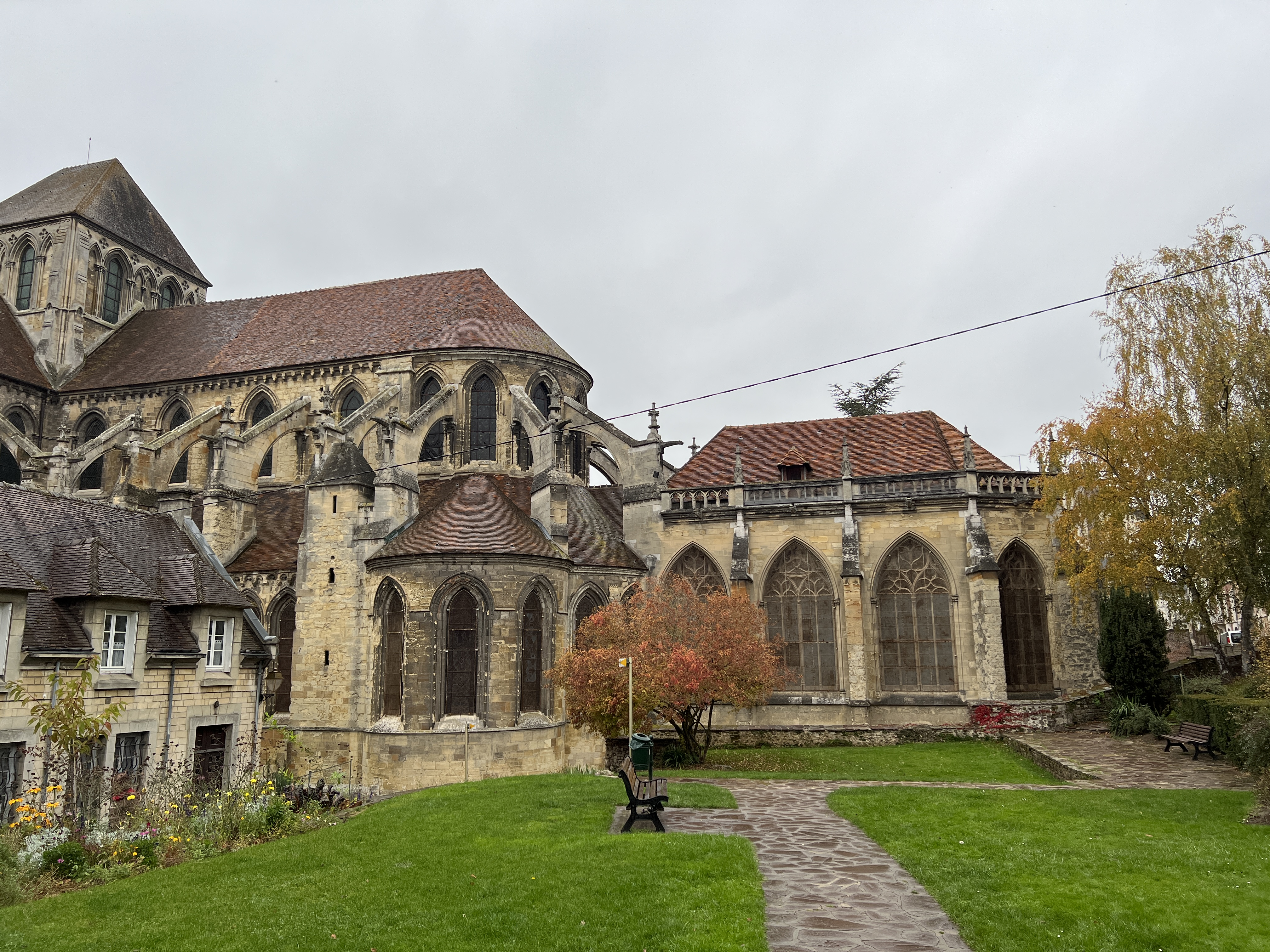
Chor und Seitenkapelle frühgotisch, lange Chorscheitelkapelle flamboyant

Die unter dem Patrozinium des Apostels Petrus (St-Pierre) stehende ehemalige Kathedrale von Lisieux war die Bischofskirche des von der Spätantike bis zur Französischen Revolution existierenden Bistums Lisieux, welches durch das zwischen Napoleon Bonaparte und dem Heiligen Stuhl geschlossenen Konkordat von 1801 aufgelöst wurde. Der Kirchenbau in Lisieux im Département Calvados ist bereits seit dem Jahr 1840 als Monument historique anerkannt.

## Geschichte
Die erstmalige Erwähnung eines Bischofs von Lisieux stammt aus dem Jahr 538; man vermutet jedoch einen älteren Ursprung des Bistums. Im 11. Jahrhundert machte sich vor allem der Bischof Hugues d’Eu (amt. 1049–1077) um die Reparatur bzw. den Neubau der Kathedrale verdient. Als man Teile der Stadtmauer abriss, um die die Kirche zu vergrößern, stieß man auf menschliche Knochen, die schnell den Märtyrern und Heiligen Ursinus von Bourges, Patrick von Irland u. a. zugeordnet wurden. Im Jahr 1136 zerstörte ein Brand große Teile der Kathedrale. Um das Jahr 1170 begann Bischof Arnoulx (amt. 1141–1181) mit einem Neubau, der – trotz eines erneuten Brandes im Jahr 1223 – ca. 60 Jahre später vollendet wurde. In den Hugenottenkriegen (1562–1598) gingen der Skulpturenschmuck der Westportale sowie zahlreiche Ausstattungsgegenstände verloren.

## Architektur

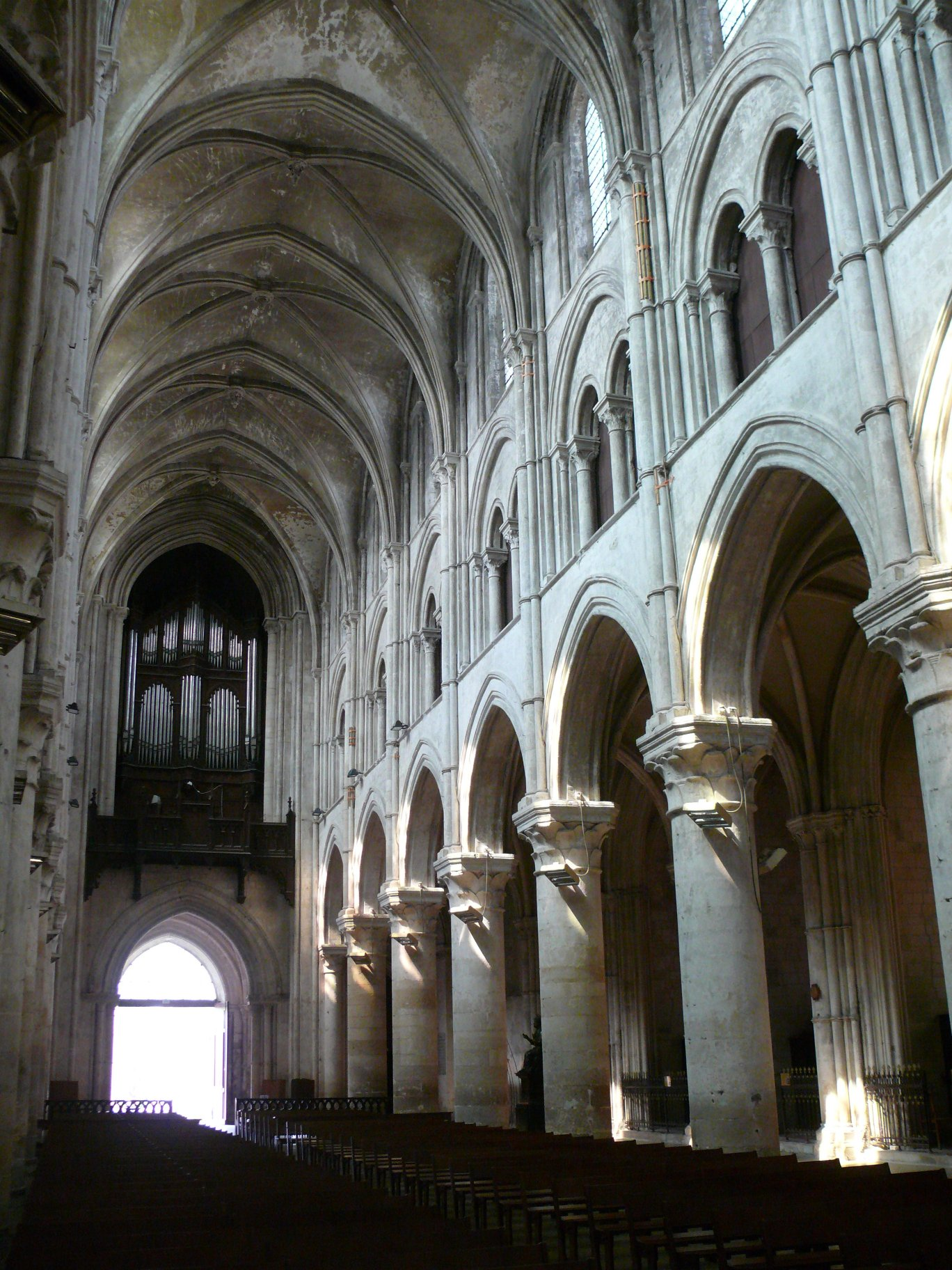
Mittelschiff nach Nordwesten
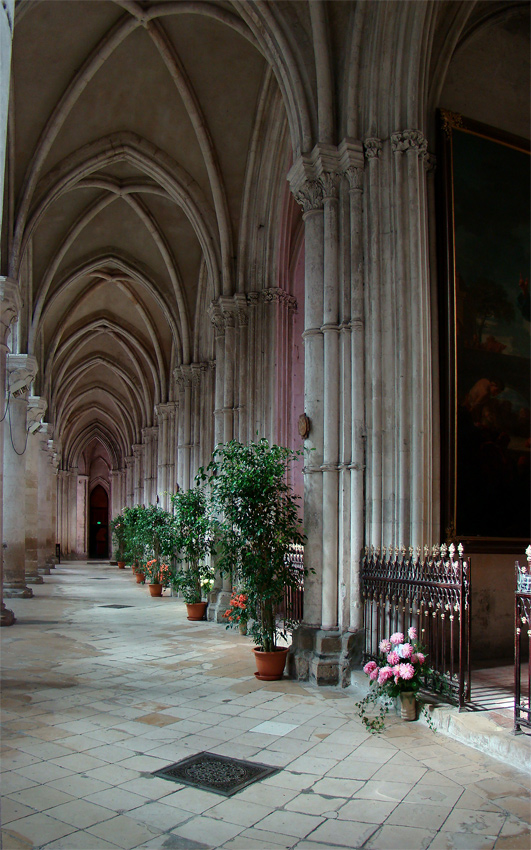
Seitenschiff
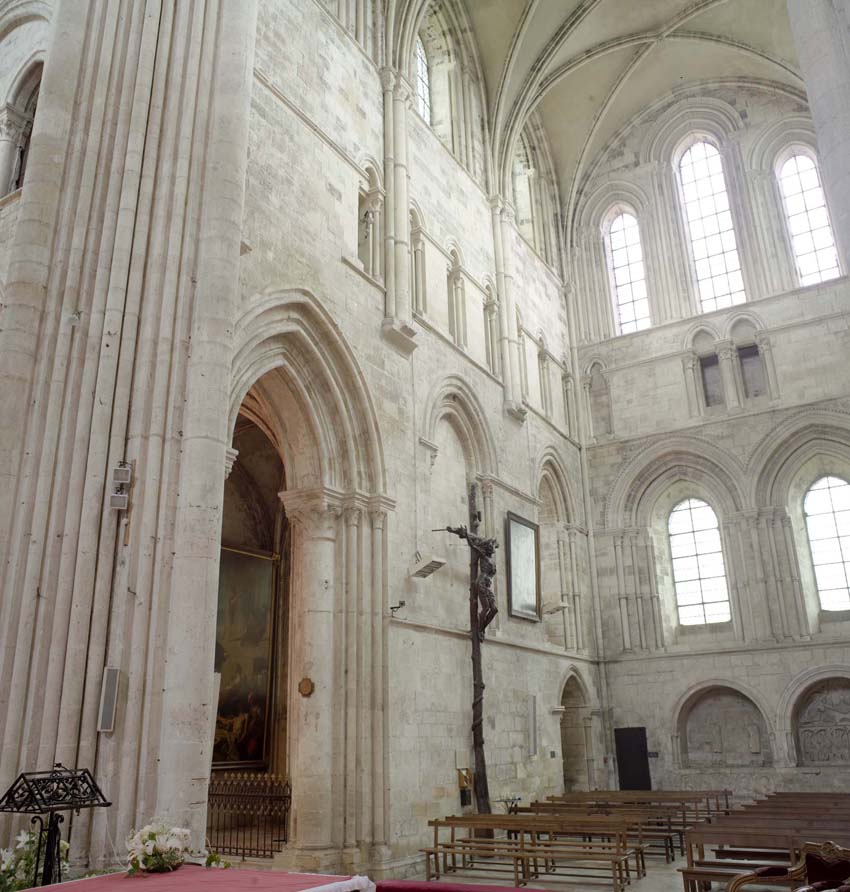
Querhaus

Die dreischiffige, gut 100 m lange Kathedrale ist in frühgotischem Stil erbaut. Die ersten, von Besonderheiten der Normandie geprägten Bauabschnitte entstanden zwischen 1172 und 1183(d). Sie umfassen die rechteckigen Joche des Chors, das Querhaus, Mittel- und Seitenschiffe des Langhauses sowie den Kern der Turmfassade. Die nächsten Bauabschnitte sind enger am Stil der Île-de France orientiert. Sie Umfassen Polygon und Umgang des Chors samt den schräg gestellten seitlichen Radialkapellen, eine Verstärkung der Turmfront und den Nordturm. Sie waren wahrscheinlich fertiggestellt, als sich 1223 ein Brand ereignete, aber wenig Schaden anrichtete. 
Im 15. Jahrhundert wurden im Flamboyantstil die Chorscheitelkapelle ersetzt und den Seitenschiffen des Langhauses Kapellenzeilen angefügt.

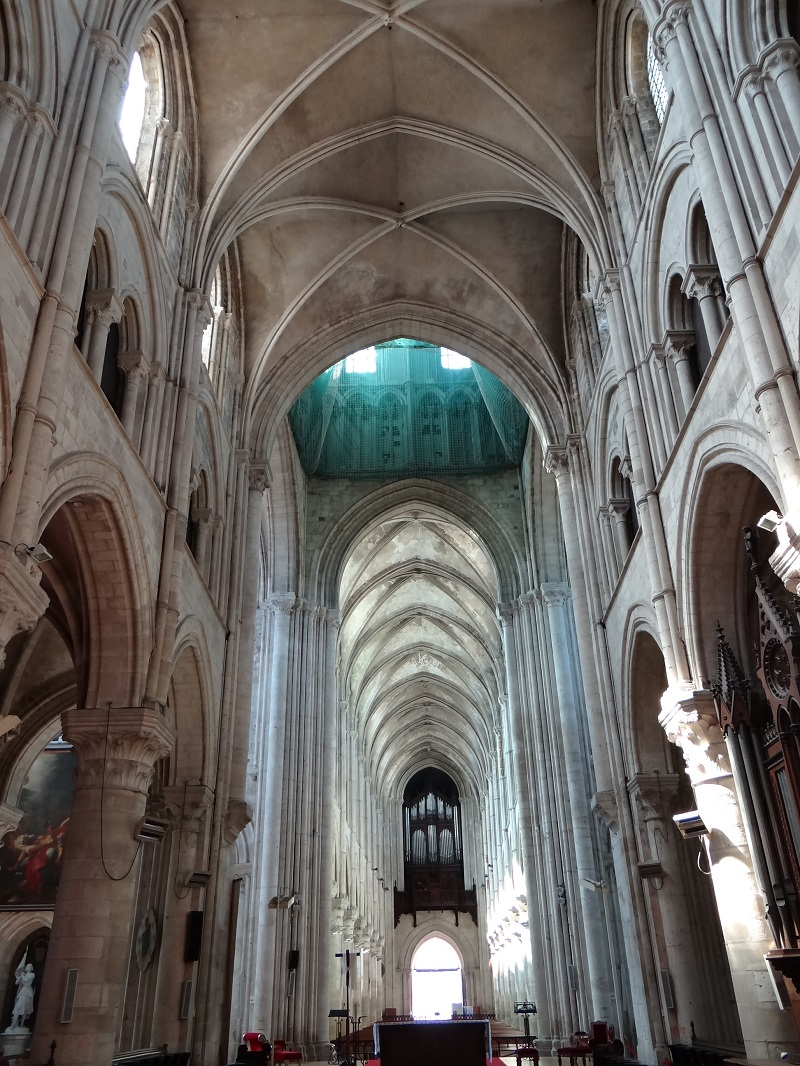
Chor, Vierung, Mittelschiff
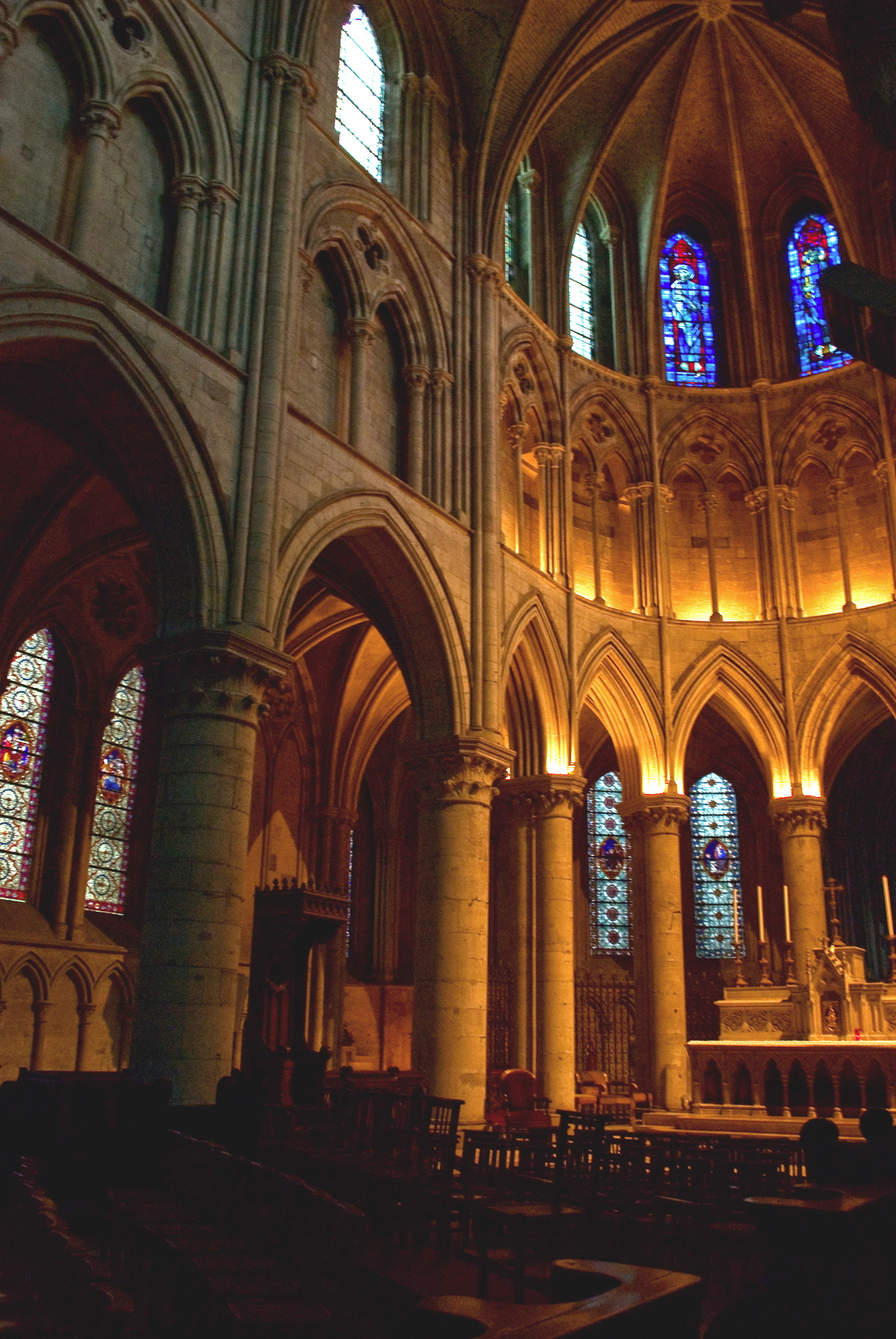
Chorumgang
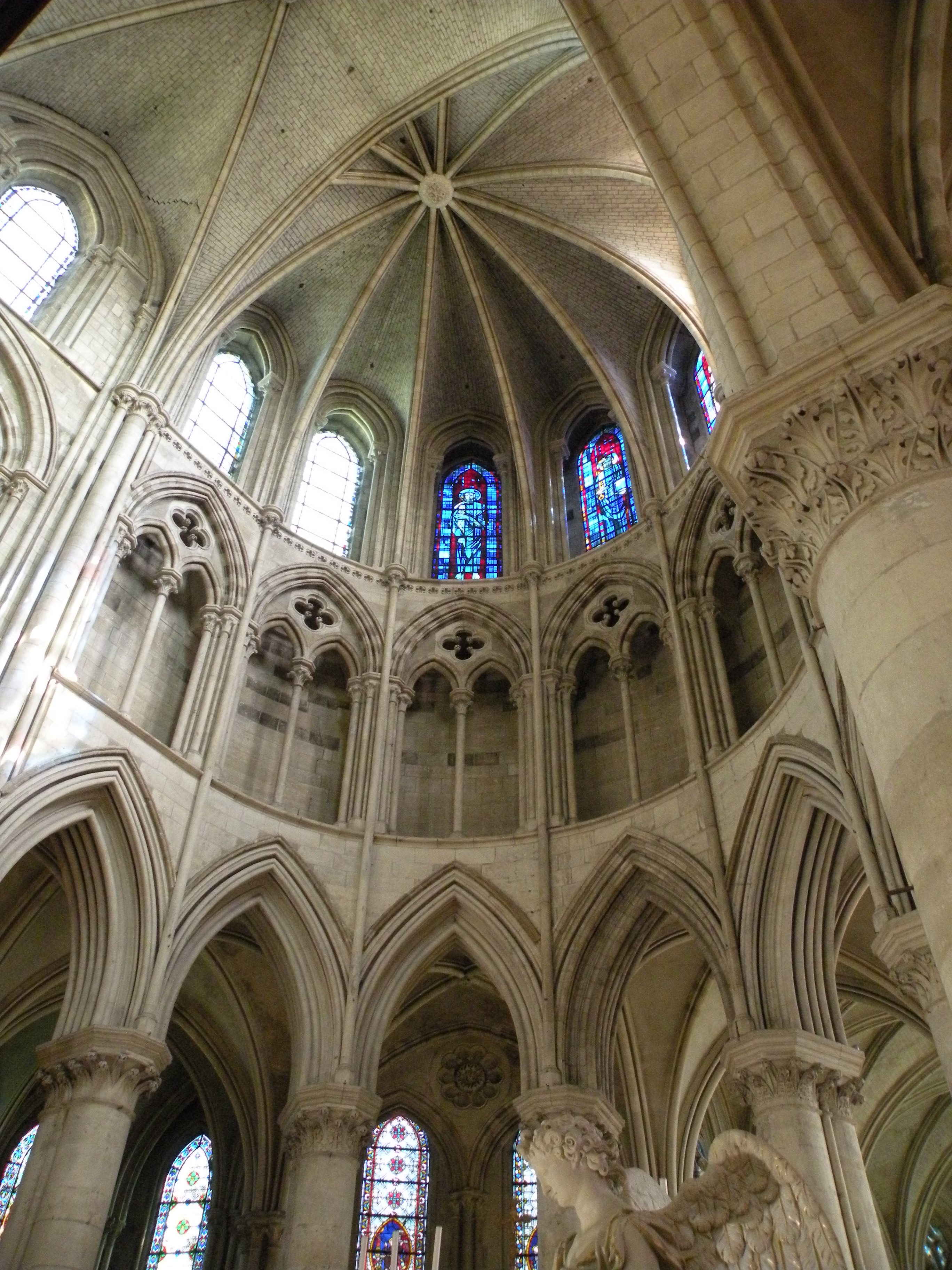
Chorhaupt
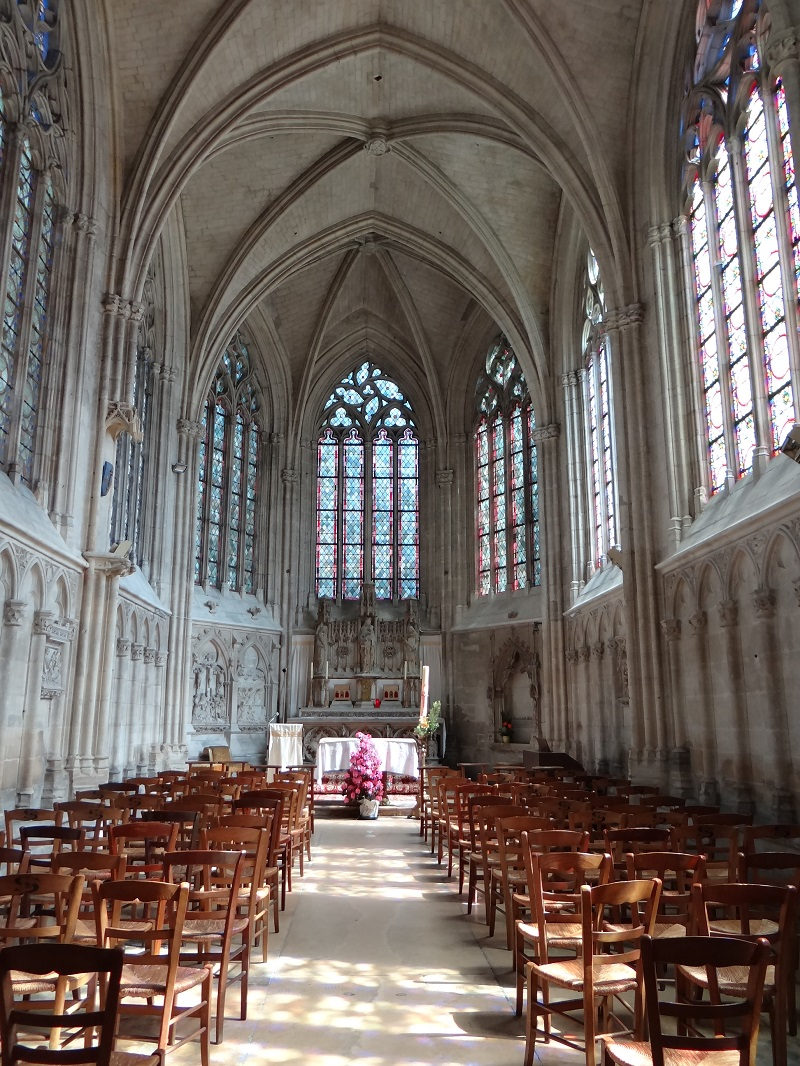
Chorscheitelkapelle

Die wichtigsten Bauteile der im Innern ca. 20 m hohen (Mittelschiff, Querschiff und Chor) Basilika haben einen dreiteiligen Aufriss bestehend aus Arkadenzone, Emporen und Obergaden. Der Vierungsturm ist gegenüber dem übrigen Gewölbe erhöht und auf diese Weise eigenständig belichtet (Laternenturm). Die beiden nur etwa 10 m hohen Seitenschiffe führen in einen Chorumgang, an den unter dem am Prozess gegen Jeanne d’Arc beteiligten Bischof Pierre Cauchon (amt. 1432–1442) zwei kleine Apsiden und, nach englischem Vorbild, eine langgestreckte Marienkapelle (Lady Chapel) – alle mit spätgotischen Maßwerkfenstern – angebaut wurden.

## Ausstattung
Die Ausstattung stammt größtenteils aus dem 18. und 19. Jahrhundert.